# 小行星5620
小行星5620（英語：5620 Jasonwheeler）是一颗围绕太阳公转的小行星。1990年7月19日，布莱恩·P·罗马]]、埃莉諾·赫琳在帕洛马山发现了此天体。
这颗小行星的绝对星等为153.4321626938925等。